# Montville (Connecticut)
Montville ist eine Town im New London County im US-Bundesstaat Connecticut.

## Geographie

### Lage
Montville liegt am Westufer der Themse Connecticuts. Deren Zufluss Oxoboxo River, der im Oxoboxo Lake entspringt, fließt vollständig durch das Gebiet der Gemeinde. Im Nordwesten von Montville befindet sich der Gardner Lake, im Südwesten bei Chesterfield liegt der Lake Konomoc, bei dem es sich, gleichwie bei Oxoboxo Lake und Bogue Brook Reservoir, um einen durch einen Damm regulierten See handelt.

### Stadtgliederung
Im 114,3 km² großen Gemeindegebiet befinden sich sieben Dörfer: Chesterfield (⊙), Mohegan (⊙), Oakdale (⊙), Kitemaug (⊙), Massapeag (⊙), Palmertown (⊙) und Uncasville (⊙). Das Siedlungsgebiet Oxoboxo River umfasst letztere zwei. 

### Nachbargemeinden
| Bozrah    | Norwich                                     | Preston |
| Salem     | Kompassrose, die auf Nachbargemeinden zeigt | Ledyard |
| East Lyme | Waterford                                   | Ledyard |

## Sport
In Montville ist das Basketball-Damenteam Connecticut Sun ansässig.

## Persönlichkeiten
- George Miller Beard (1839–1883), Neurologe
- Sidney Frank (1919–2006), Unternehmer, Kunstsammler und Philanthrop
- James Albert Gary (1833–1920), US-Postminister
- James Hillhouse (1754–1832), US-Senator für Connecticut
- Oliver H. Prince (1787–1837), US-Senator für Georgia